# تدوير ضوئي

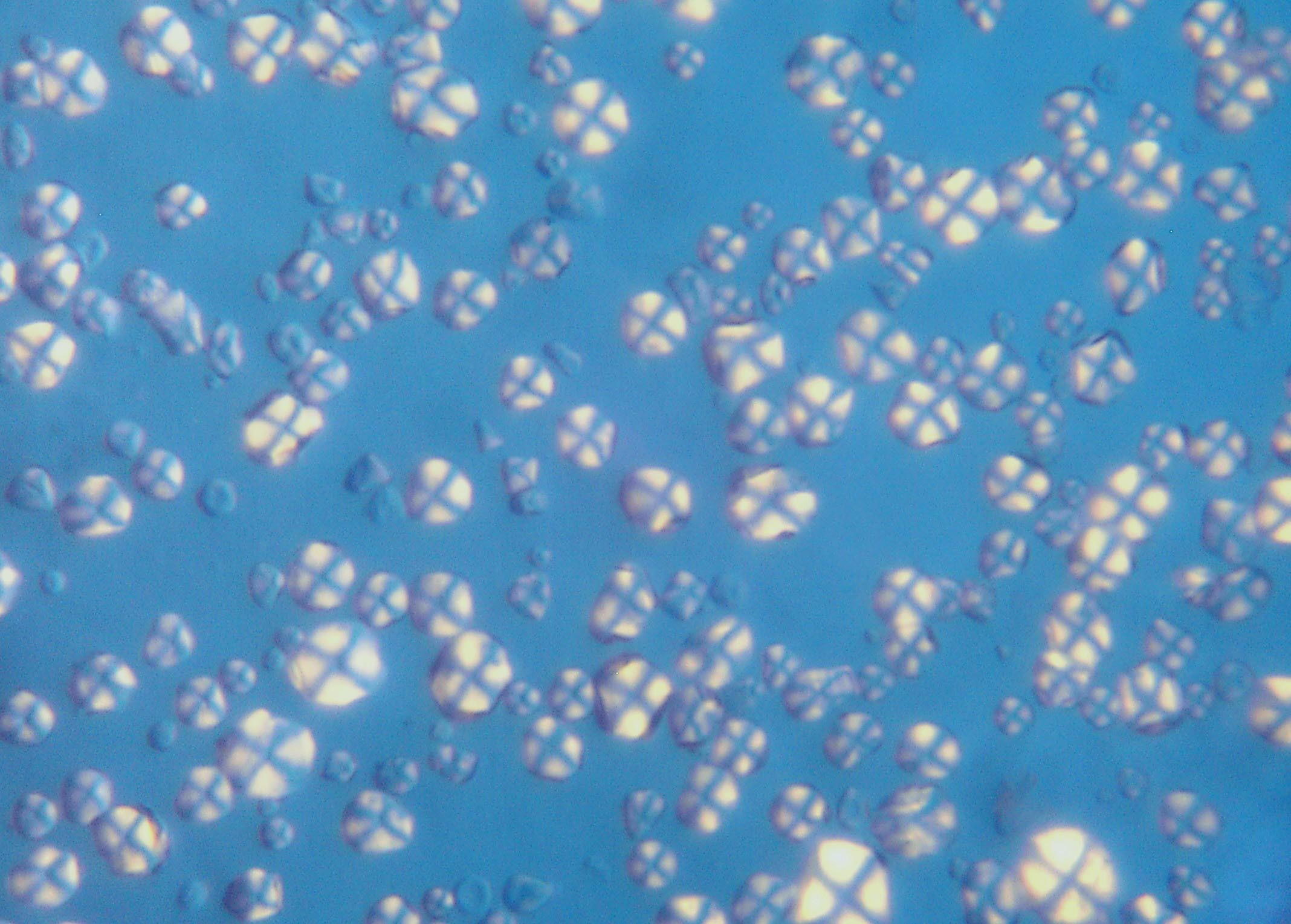
مادة نشا الذرة النشطة ضوئيا مكبرة ب800 مرة

التدوير الضوئي هي ظاهرة تلاحظ عند حدوث تغير في اتجاه الضوء المستقطب نتيجة لمروره في مادة تحتوى على جزيئات كايرال (أو جزيئات غير كايرال مرتبة بطريقة غير متماثلة) كبعض أنواع البلورات، يطلق على هذه الظاهرة تدوير ضوئي أو نشاط ضوئي.
هذا ينطبق على الضوء المستقطب خطيا. وتم ملاحظة دوران الضوء المستقطب الخطي في بداية القرن الثامن عشر (كان جان بابتيست بيو من أول من قام بملاحظته)، وذلك قبل معرفة طبيعة الجزيئات. وتم استخدام مقياس الاستقطاب منذ ذلك الحين لقياس تركيز السكرات البسيطة في المحاليل، مثل الجلوكوز. ويوج أحد أنواع الجلوكوز الديكستروز وهو ناتج من أنه يقوم بتدوير الضوء المستقطب الخطي لليمين. وبالمثل فإن، الليفولوز، والمعروف باسم الفركتوز، يسبب تدوير مستوى الضوء المستقطب لليسار. كما أن الفركتوز أكثر تأثيرا لليسار من تأثير الجلوكوز لليمين. والسكر العكسي، يتكون بإضافة الفركتوز لمحلول من الجلوكوز، قد حصل على هذه التسمية نظرا لأن بإضافة الفركتوز يسبب ذلك أن يكون دوران الضوء لليسار بدلا من اليمين.
وتعتمد درجة أو زاوية الدوران على لون الضوء (غالبا ما يستخدم خط الصوديوم الأصفر D الذي له طول موجي 589 نانو متر)، كما أن طول المسار الضوئي، الدوران النوعي (خاصية للمواد)، وتركيز المادة يؤثر أيضا. وعند تثبيت لون الضوء وطول المسار الضوئي، فإنه لمحلول مادة نقية فإن التدوير النوعي يكون معروف، ويتم استخدام درجة التدوير لتحديد التركيز. ولمقياس الاستقطاب أهمية كبيرة لمن يتعامل مع محاليل السكر بكميات كبيرة.
والاختلاف في التدوير مع الطول الموجي للضوء يسمى تشتت تدوير ضوئي. وهناك ارتباط بين تشتت التدوير الضوئي والتدوير ثنائي اللون عن طريق علاقة كراميرس-كرونيج. ومعرفة المعلومات لأحد الطيفين يمكن من حسابات الأخر.

## التدوير الضوئي وتغيير زاوية الاستقطاب
دوران خط الاستقطاب الخطي هي نتيجة تأثير كل قسم من الجزيئات المشحونة في المادة التي لها هذه الخاصية. يمكن القول أن كل جزيء يحني الضوء (جهة الاستقطاب) قليلا عن طريق نشاطه الضوئي ومجموع الانحنائات الصغيرة تمثل الزاوية الكلية لانحناء خط الاستقطاب. جهة الانحناء (إلى اليمين أو الشمال) تعتمد على اصطفاف الجزيئات نفسها نسبةً للضوء الذي يمر عبرها.

في المواد التي ليست نشطة ضوئيا (optical inactive)، فإن الجزيئات تكون موزعةً عشوائيا وثنيها لخط الاستقطاب من جهة ما يلغيه الثني بالجهة الأخرى. حيث يمكن تشبيه الجزيئات في هذه الحالة بمرآتين متطابقتين ولكن متعاكستين.

## تطبيقات عملية

### تأثير فاراداي
في ظل تأثير مجال مغناطيسي يكون لجميع الجزيئات نشاط ضوئي. ويؤثر المجال المغناطيسي المصطف في إتجاه انتشار الضوء خلال مادة على دوران مستوى الاستقطاب الخطي. وتأثير فاراداي هذا هو أحد أول الاكتشافات في العلاقة بين الضوء والمجال الكهرومغناطيسي، حيث أن المجال مغناطيسي يتسبب في تدوير مستوى (خط الاستقطاب) بزاوية معينة في مواد معينة وخاصة في البلورات غير المنتظمة، وعند معرفة قيمة هذه الزاوية يمكن بمراعاة عوامل أخرى مثل درجة الحرارة وعوامل تشويش أخرى، أن تتم معرفة قيمة المجال المغناطيسي بمعرفة زاوية الدوران. هذا التطبيق له أهمية في قياس التيار الكهربائي ضوئيا، حيث أن التيار الكهربائي يصدر عنه دائما مجال مغناطيسي بعلاقة طردية بينهما:
{\displaystyle H={\frac {I}{2\cdot \pi \cdot r}}}
I: التيار الكهربائي

r: المسافة إلى خط التيار الكهربائي

H: المجال المغناطيسي